# Liubangosaurus
Liubangosaurus hei
Genre
Espèce
Liubangosaurus est un genre fossile de dinosaures sauropodes du Crétacé inférieur retrouvé en Chine. L'espèce type et unique espèce rattachée au genre, Liubangosaurus hei, a été décrite par Jinyou Mo (d), Xu Xing et Éric Buffetaut en 2010. Elle est basée sur l'holotype NHMG8152, composé de cinq vertèbres presque complètes recueillies dans la formation géologique de Napai (en), dans le xian de Fusui de la province de Guangxi.